# David con la testa di Golia (Vouet)
Il David con la testa di Golia è un dipinto a olio su tela del pittore francese Simon Vouet datato 1621-1622 circa e conservato ai Musei di Strada Nuova a Genova.

## Storia

### Provenienza
Vouet giunse a Roma nel 1613 ed entrò in stretto contatto con Cassiano dal Pozzo che lo introdurrà nella cerchia del cardinale Francesco Maria del Monte, rinomato protettore del Caravaggio e amico di Paolo Giordano II Orsini duca di Bracciano. Il duca, in occasione del suo matrimonio con Isabella Appiani d'Aragona Principessa di Piombino, inviò il pittore parigino nel capoluogo ligure per effigiare la sposa,  su suggerimento del fratello Alessandro Orsini o forse dello stesso Cassiano. Il David fu realizzato probabilmente fra il 1620 e il 1621 durante il soggiorno genovese. L'artista fu infatti ospite nella villa di Sampierdarena dell’aristocratico Gio. Carlo Doria, rinomato mecenate e collezionista genovese, e di suo fratello Marcantonio. La permanenza nella dimora dei due mecenate è testimoniata da una lettera, datata 4 settembre 1621, inviata da Vouet a Cassiano in cui afferma di aver realizzato alcuni ritratti dei suoi ospiti. Nell’inventario della famiglia del1637, la tela risulta collocata nella residenza cittadina di Gio. Carlo in carrugio del Gelsomino (oggi vico Monte di Pietà) insieme ad altre dieci opere, sempre dello stesso artista, fra cui il ritratto dello stesso Gio. Carlo, oggi conservato al Louvre di Parigi. Nell'elenco vengono menzionati anche una Santa Caterina e una Giuditta con la testa di Oloferne. Il David la Giuditta e la Santa Caterina, passarono tutte insieme alla linea ereditaria di Gio. Luca Doria per poi ricomparire, a seguito di una compravendita, nelle collezioni di Giovan Battista Cambiaso e del figlio Gaetano dove sono documentati a fine Settecento da Carlo Giuseppe Ratti. Il comune di Genova acquistò il dipinto in questione nel 1923 dal bisnipote dello stesso Gaetano, che conservò nella collezione privata di famiglia le altre due tele con soggetto femminile.

## Descrizione
Il dipinto raffigura il giovane mentre regge il capo di Golia con lo sguardo rivolto verso la luce divina dopo aver decapitato il gigante con la spada che impugna nella mano sinistra. Il sapiente uso della luce illumina il David trasformandolo quasi in un ritratto stemperando la violenza tipica del soggetto. Questa scelta iconografica viene applicata dall'artista per incontrare il favore della committenza locale, poco incline alle brutali rappresentazioni caravaggesche. Nell'ambito genovese, infatti, soltanto Orazio Gentileschi e Vouet riuscirono a rendere gradita la ricerca sul naturalismo maturata nel filone caravaggesco romano rimuovendo gli aspetti più ruvidi e violenti e sublimando i soggetti attraverso un sapiente uso del colore ad ampie schiarite.  La lezione del Merisi resta impressa nell'accuratezza della stesura pittorica, nell'uso raffinato del colore e nella composizione rigorosa tanto che il David è stato definito, in riferimento all'autore, "le plus caravagesque de toutes ses ouvres connues". Dell'opera è stato documentato un restauro 1951 e una rifoderatura nel 1960 ma in nessun caso la materia pittorica ha subito alterazioni.